# Culoptila cantha
Culoptila cantha là một loài Trichoptera trong họ Glossosomatidae. Chúng phân bố ở miền Tân bắc.